# (31952) Bialtdecelie
2000 GS123 (asteroide 31952) é um asteroide da cintura principal. Possui uma excentricidade de 0.17014910 e uma inclinação de 5.98351º.
Este asteroide foi descoberto no dia 7 de abril de 2000 por LINEAR em Socorro.